# Anyphops sexspinatus
Anyphops sexspinatus är en spindelart som först beskrevs av Lawrence 1940.  Anyphops sexspinatus ingår i släktet Anyphops och familjen Selenopidae.
Artens utbredningsområde är Namibia. Inga underarter finns listade i Catalogue of Life.